# Idaea ambiscripta
Idaea ambiscripta är en fjärilsart som beskrevs av Louis Beethoven Prout 1922. Idaea ambiscripta ingår i släktet Idaea och familjen mätare. Inga underarter finns listade i Catalogue of Life.